# رودخانه ایپسویچ
رودخانه ایپسویچ (به انگلیسی: Ipswich River) رودخانه‌ای به‌طول ۳۵ کیلومتر است که در ایالات متحده آمریکا جریان دارد.